# Stretto di Vitiaz

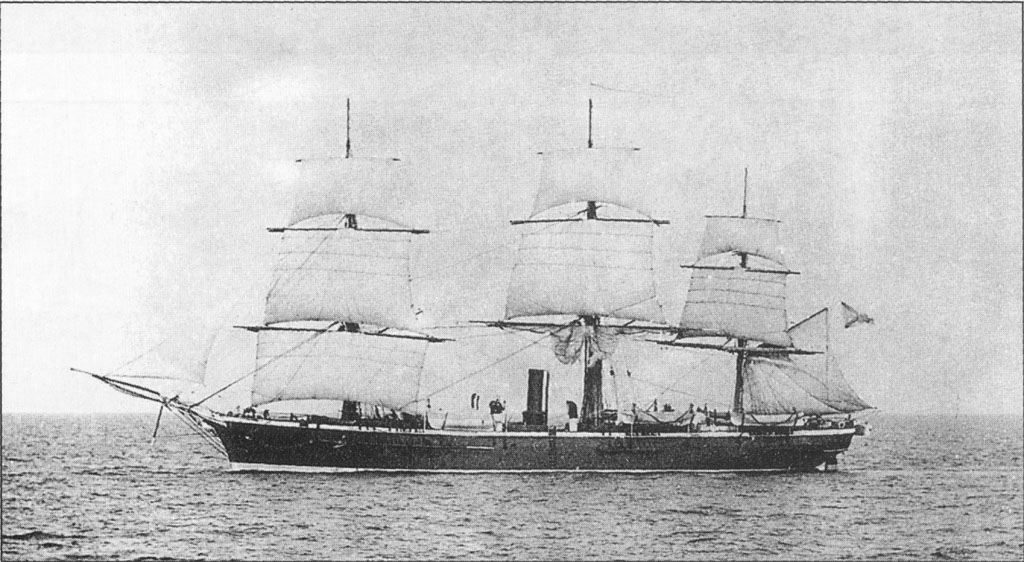
La corvetta russo-imperiale Vitjaz da cui deriva il nome dello stretto.

Lo  stretto di Vitiaz è un braccio di mare compreso tra la Nuova  Britannia e la  penisola di Huon, nella parte settentrionale della Nuova Guinea. Mette in comunicazione il Mare di Bismarck, a nord, con il Mare delle Salomone, a sud, entrambi facenti parte dell'oceano Pacifico.

## Denominazione
Lo stretto di Vitiaz ha ricevuto la sua attuale denominazione dall'esploratore e etnologo russo Nikolaj Miklucho-Maklaj che lo chiamò così in onore della corvetta russa Vitjaz' sulla quale navigò nell'ottobre del 1870 dal Sudamerica verso le isole del Pacifico, fino a raggiungere la baia dell'Astrolabio nel settembre del 1871.